# Hradce (Vysoký Chlumec)
Hradce (v místním nářečí Hrádce) jsou malá vesnice, část městyse Vysoký Chlumec v okrese Příbram ve Středočeském kraji. Nachází se asi 2,5 kilometru severozápadně od Vysokého Chlumce. Vesnicí protéká Podlipský potok. Hradce leží v katastrálním území Hrabří o výměře 7,46 km².

## Historie
První písemná zmínka o vesnici pochází z roku 1849. Podle tradované pověsti se ve zdejší hájence, která náležela k Třebnickému velkostatku, narodil 2. listopadu 1766 pozdější rakouský maršál Václav Radecký z Radče.

## Obyvatelstvo
| Rok            | 1869 | 1880 | 1890 | 1900 | 1910 | 1921 | 1930 | 1950 | 1961 | 1970 | 1980 | 1991 | 2001 | 2011 | 2021 |
| -------------- | ---- | ---- | ---- | ---- | ---- | ---- | ---- | ---- | ---- | ---- | ---- | ---- | ---- | ---- | ---- |
| Počet obyvatel | 47   | 58   | 62   | 28   | 29   | 36   | 35   | 17   | 26   | 20   | 23   | 18   | 11   | 13   | 15   |
| Počet domů     | 6    | 6    | 7    | 7    | 7    | 7    | 7    | 6    | 6    | 6    | 7    | 7    | 7    | 7    | 7    |

## Obecní správa
Při sčítání lidu v letech 1850–1909 Hradce byly osadou obce Dublovice v okrese Sedlčany. V letech 1910–1960 byly osadou obce Oříkov, se kterým patřily nejprve do okresu Sedlčany, ale od roku 1960 v okrese Příbram. Od 1. července 1960 do 31. prosince 1979 byly částí obce Hrabří v okrese Příbram. Od 1. ledna 1980 jsou částí městyse Vysoký Chlumec v okrese Příbram.

## Galerie

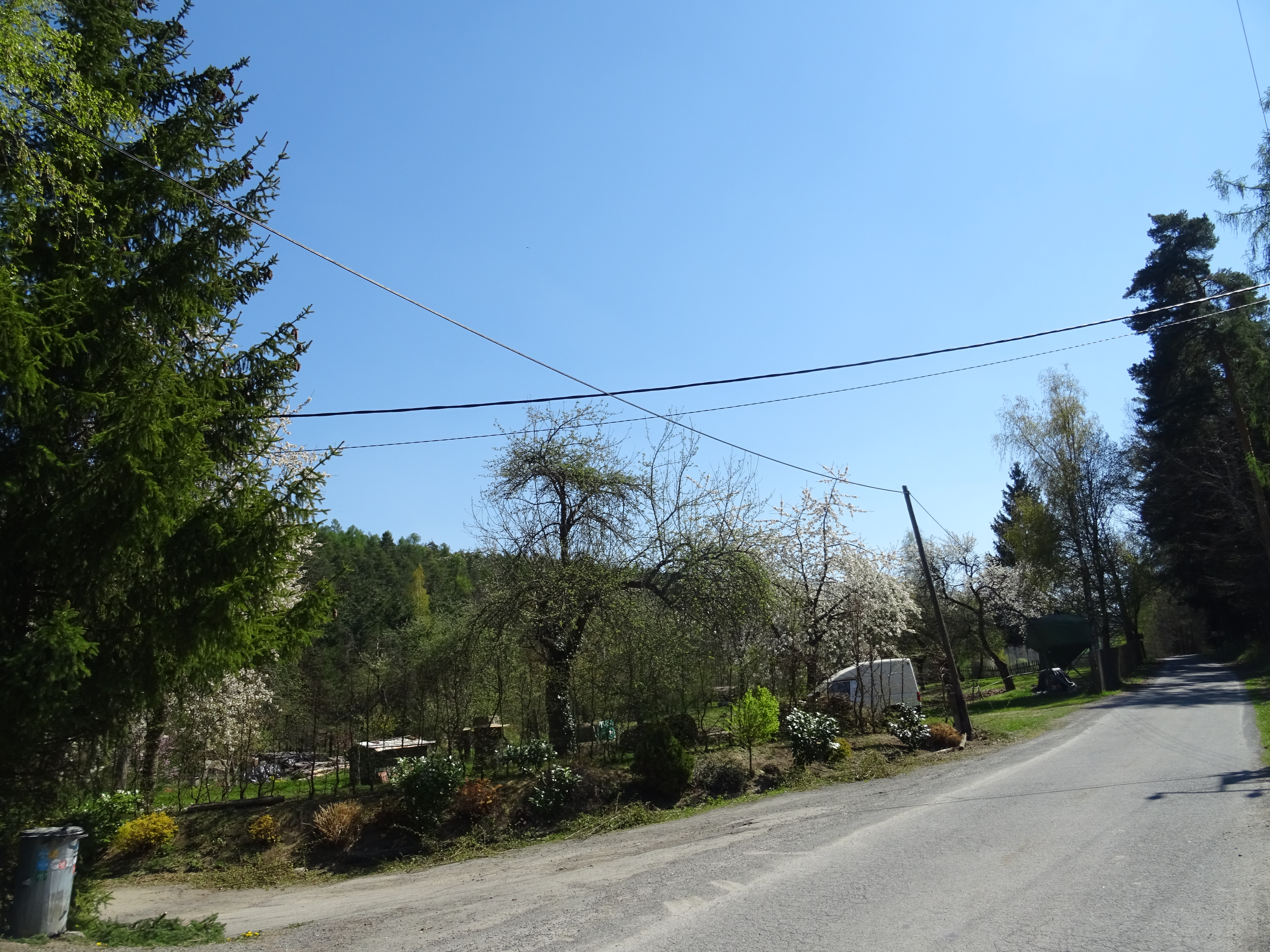
Zahrada
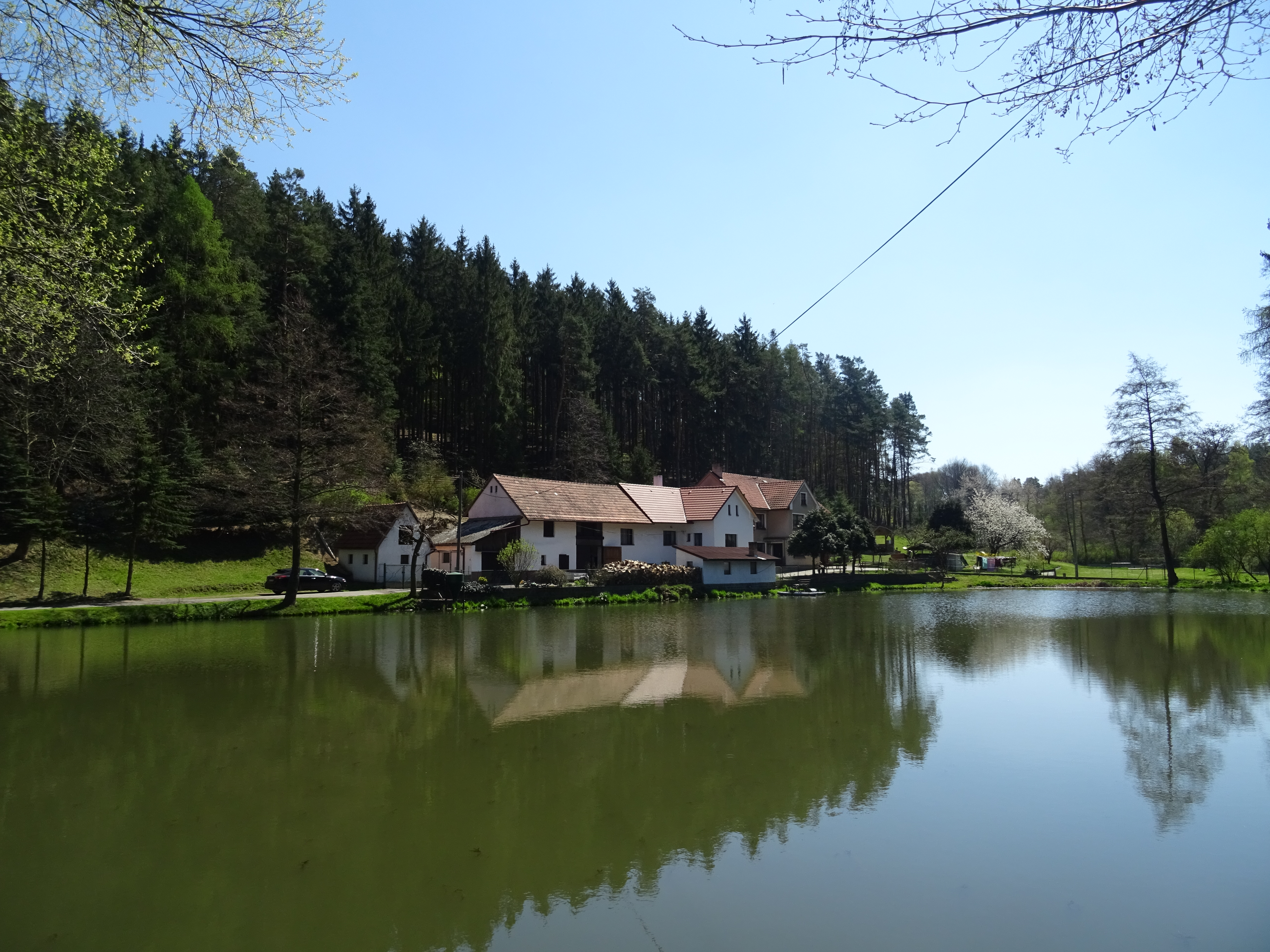
Domy u rybníka
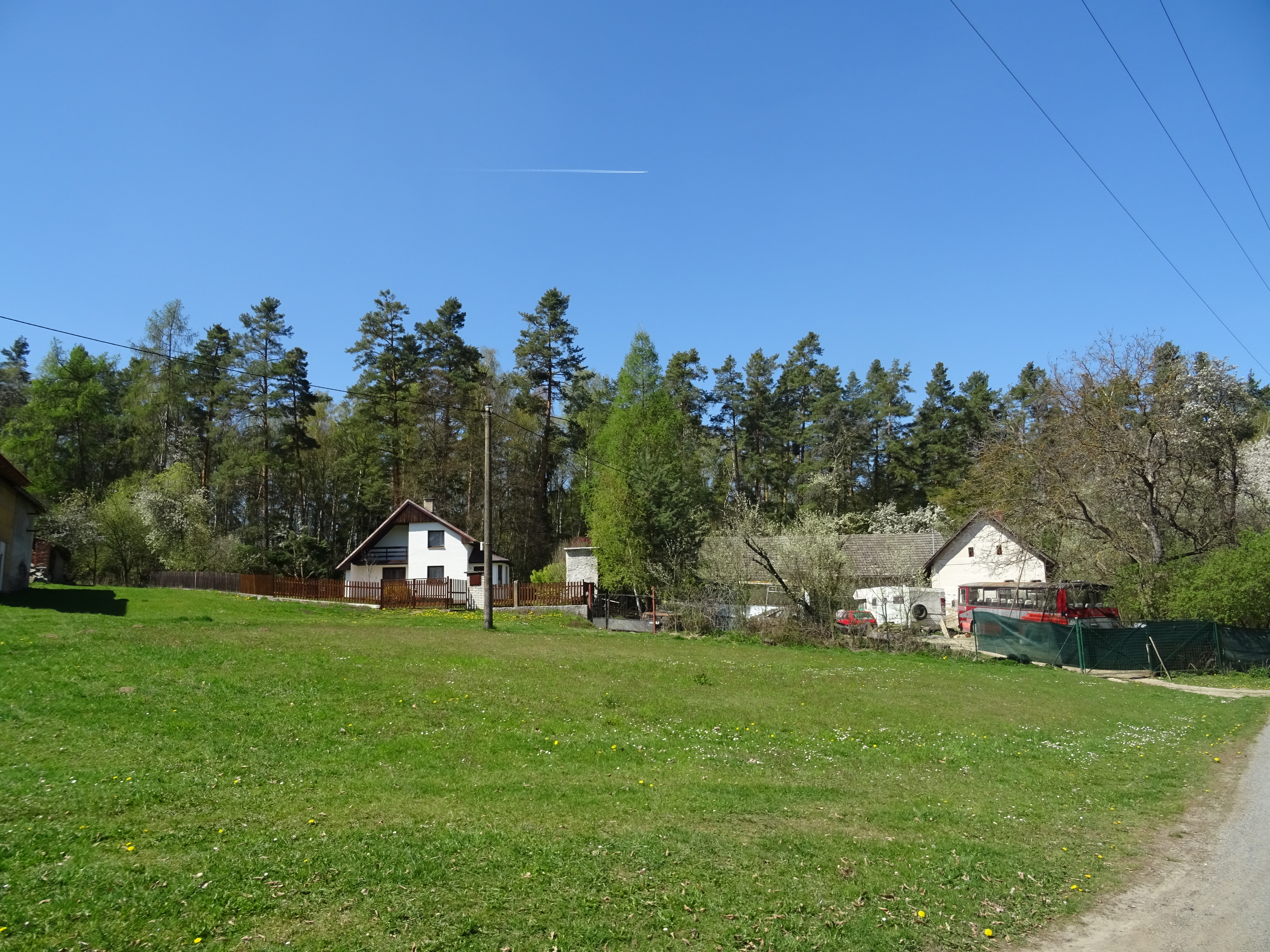
Domy se zahradou